# Altenkirchen (Rügen)
Altenkirchen er en by og kommune i det nordøstlige Tyskland, beliggende under Landkreis Vorpommern-Rügen i delstaten Mecklenburg-Vorpommern. Byen ligger på den nordlige del af øen Rügen ved Østersøen.
I Pfarrkirche Altenkirchen hvis opførelse begyndte omkring 1185, er der indbygget en sten fra Jaromarsburg, Svantevits helligdom på Kap Arkona. Stenen bliver kaldt Priesterstein eller Svantevitstein.
- Wikimedia Commons har flere filer relateret til Altenkirchen (Rügen)